# رالف همفري
رالف همفري (بالإنجليزية: Ralph Humphrey)‏ هو رسام أمريكي، ولد في 14 أبريل 1932 في يونغزتاون في الولايات المتحدة، وتوفي في 14 يوليو 1990 في نيويورك في الولايات المتحدة.